# 1. децембар
1. децембар (1.12.) је 335. дан године по грегоријанском календару (336. у преступној години). До краја године има још 30 дана.

## Догађаји
- 1640 — Португал после устанка којим је збачена шпанска власт поново стекла независност. Две седмице касније војвода од Брагансе крунисан за португалског краља под именом Жоао IV. Шпанија независност Португалије признала тек 1668.
- 1821 — Доминиканска Република, која обухвата две трећине источног дела карипског острва Хаити, тада познатог као Хиспањола, прогласила независност од Шпаније.
- 1822 — Оснивач бразилског царства Дом Педро крунисан за првог цара Бразила под именом Педро I.
- 1835 — Ханс Кристијан Андерсен објавио своју прву књигу бајки.
- 1906 — У Паризу отворен биоскоп „Омнија Пате“, прва дворана у свету наменски изграђена за приказивање филмова.
- 1918 —
  - Одлуком данског парламента Исланд стекао независност.
  - У Београду проглашена Краљевство Срба, Хрвата и Словенаца, с принцем Александром I Карађорђевићем као регентом и Београдом као престоницом (Дан уједињења).
  - Провинција Трансилванија, раније у саставу Мађарске, односно Аустроугарске, ујединила се с Румунијом. У састав Румуније ушао и румунски део Баната и још неке покрајине. Тај датум Румуни славе као национални празник, Дан уједињења.
- 1925 — У Локарну у Швајцарској потписани споразуми европских држава о гаранцији мира и неповредивости граница. Најважнијим сматра се Рајнски пакт којим су се Немачка, Француска и Белгија обавезале на поштовање граница, а Немачка прихватила демилитаризацију Рајнске области. Те споразуме прекршио Адолф Хитлер 1936, када је окупирао Рајнску област, а потом напао Чехословачку и Пољску.
- 1941 — Црногорски НОП одред за операције у Санџаку, под командом Арса Јовановића, извршио напад на италијански гарнизон у Пљевљима. После тешких борби партизани су били приморани да се, уз тешке губитке, од око 500 погинулих и рањених, повуку из Пљеваља. (види Пљеваљска битка)
- 1955 — Кројачица Роса Паркс је ухапшена након што је одбила да уступи место белцу у аутобусу у Монтгомерију, што је довело до бојкота аутобуса у Монтгомерију.
- 1971 — У Карађорђеву, на седници Председништва Савеза комуниста Југославије, смењен део руководства Савеза комуниста Хрватске, носилаца политике тзв. масовног покрета. Уследиле чистке у политичким и привредним врховима у Србији, Словенији и Македонији, чиме је спречен покушај политичких и привредних реформи у СФРЈ.
- 1976 — Ангола постала чланица Уједињених нација.
- 1981 — У највећој несрећи у историји југословенског ваздухопловства, авион „DC-9 super 80“ љубљанског „Inex-Adria авио-промета“ ударио у планину у близини Ајачија на Корзици. Погинуло свих 172 путника и 8 чланова посаде. [1]
- 1988 — Беназир Буто постала премијер Пакистана, као прва жена на челу једне исламске земље.
- 1989 — Михаил Горбачов као први совјетски лидер посетио Ватикан и договорио се с папом Јованом Павлом II о успостављању дипломатских односа СССР и Ватикана.
- 1991 — На референдуму у совјетској републици Украјини надмоћна већина бирача изјаснила се за независност од СССР.
- 2000 — Лидер Партије националне акције Висенте Фокс Кесада инаугурисан за председника Мексика, чиме је окончан 71 годину дуг период владавине Институционалне револуционарне партије. То је био први пораз те партије од 1929.
- 2001 — У два напада палестинских бомбаша-самоубица у Јерусалиму погинуло 10 Израелаца, а у експлозији аутобуса у Хаифи убијено њих 30. У нападима повређено преко 200 особа.
- 2002 — За председника Словеније изабран дотадашњи премијер у више мандата Јанез Дрновшек.

## Рођења
- 1793 — Николај Лобачевски, руски математичар. (прем. 1856)
- 1800 — Михаљ Верешмарти, мађарски песник и драматург. (прем. 1855)[2]
- 1896 — Георгиј Жуков, совјетски војсковођа, маршал Совјетског Савеза, један од најуспешнијих команданата у Другом светском рату. (прем. 1974)[3]
- 1924 — Павле Ивић, српски филолог, лингвиста и академик. (прем. 1999)[4]
- 1925 — Мартин Родбел, амерички биохемичар и молекуларни ендокринолог, добитник Нобелове награде за физиологију или медицину (1994). (прем. 1998)[5]
- 1928 — Ђакомо Скоти, италијанско-хрватски књижевник, новинар и преводилац.[6]
- 1930 — Милутин Бутковић, српски глумац. (прем. 1997)[7]
- 1931 — Рајко Кузмановић, српски политичар, правник и академик, 7. председник Републике Српске.[8][9][10]
- 1932 — Антун Шољан, хрватски књижевник. (прем. 1993)[11][12][13]
- 1935 — Вуди Ален, амерички редитељ, сценариста, глумац и комичар.[14]
- 1935 — Ивица Шерфези, хрватски музичар. (прем. 2004)[15]
- 1936 — Фрањо Јурчец, хрватски глумац.[16]
- 1939 — Ли Тревино, амерички голфер.[17]
- 1944 — Џон Денсмор, амерички музичар, писац и глумац, најпознатији као бубњар групе The Doors.[18]
- 1945 — Бет Мидлер, америчка музичарка, глумица, комичарка и продуценткиња.[19]
- 1949 — Пабло Ескобар, колумбијски наркобос и кријумчар, познат као краљ кокаина. (прем. 1993)[20]
- 1951 — Трит Вилијамс, амерички глумац и писац. (прем. 2023)[21]
- 1954 — Сребренко Репчић, босанскохерцеговачки фудбалер и фудбалски тренер.[22]
- 1956 — Џули Круз, америчка музичарка и глумица. (прем. 2022)
- 1958 — Хавијер Агире, мексички фудбалер и фудбалски тренер.[23]
- 1964 — Салваторе Скилачи, италијански фудбалер. (прем. 2024)[24]
- 1965 — Магнифико, словеначки музичар.
- 1970 — Сара Силверман, америчка комичарка, глумица, сценаристкиња и продуценткиња.[25]
- 1971 — Емили Мортимер, енглеска глумица.[26]
- 1974 — Коштиња, португалски фудбалер и фудбалски тренер.[27]
- 1975 — Един Шкорић, српски одбојкаш.
- 1977 — Бред Делсон, амерички музичар и музички продуцент, најпознатији као суоснивач и гитариста групе Linkin Park.[28]
- 1978 — Стефан Капичић, српски глумац.[29]
- 1981 — Никола Манојловић, српски рукометаш.[30]
- 1984 — Алексис Роудс, аустралијска бициклисткиња.[31][32]
- 1985 — Џанел Моне, америчка музичарка, музичка продуценткиња и глумица.[33]
- 1985 — Шанел Престон, америчка порнографска глумица.[34]
- 1987 — Сара Снук, аустралијска глумица.
- 1988 — Јелена Благојевић, српска одбојкашица.[35]
- 1988 — Зои Кравиц, америчка глумица, певачица и модел.
- 1996 — Зои Штрауб, аустријска певачица и глумица.[36]

## Смрти
- 1135 — Хенри I, енглески краљ (рођ. 1068)[37]
- 1455 — Лоренцо Гиберти, италијански вајар, златар и сликар. (рођ. 1378)[38]
- 1825 — Александар I Романов, руски цар. (рођ. 1777)
- 1941 — Душан Обрадовић, командант Језерско-шаранског батаљона Црногорско-санџачког НОП одреда и народни херој (рођ. 1913)
- 1934 — Сергеј Киров, близак Стаљинов сарадник.[39]
- 1936 — Луиђи Пирандело, италијански писац. (рођ. 1867)[40]
- 1947 — Алистер Кроули, енглески окултиста, мистик и астролог. (рођ. 1875).[41]
- 1955 — Владислав С. Рибникар, новинар, учесник НОР-а и директор „Политике“ и ТАНЈУГ-а.
- 1970 — Јосип Кулунџић, драмски писац, драмски режисер, теоретичар драме и позоришта, романсијер. (рођ. 1899)[42]
- 1973 — Давид Бен-Гурион, вођа борбе за стварање државе Израел. (рођ. 1886)[43]
- 1974 — Лајош Зилахи, мађарски романсијер и драматичар. (рођ. 1891)[44]
- 1987 — Џејмс Болдвин, амерички писац, песник, драматург, есејиста и друштвени активиста. (рођ. 1924)[45]

## Празници и дани сећања
- У свету се обележава:
  - Светски дан борбе против сиде

Српска православна црква данас слави
- Свети мученик Платон
- свети мученици Роман и Варул Отрок
- Свети мученици Закхеј и Алфеј
- Свети новомученик Анастасије парамитијски
- Свети преподобни Василије